# Columbia Pictures
Columbia Pictures Industries, Inc. is een Amerikaanse filmproductiemaatschappij, onderdeel van de Columbia TriStar Motion Picture Group samen met TriStar Pictures (1998). Columbia Pictures wordt bestuurd vanuit de moedermaatschappij van Columbia TriStar, Sony Pictures Entertainment (onderdeel van Sony Corporation). Het is de vlaggenschipfilmstudio van het concern.

## Korte geschiedenis
Columbia Pictures is opgericht in 1920 als de CBC Sales Film Corporation door Joe Brandt, Harry en Jack Cohn. In 1989 werd Columbia Pictures door grootaandeelhouder The Coca-Cola Company verkocht, na het aandringen van aandeelhouders van Coca-Cola om zich meer op haar kernactiviteiten te richten. Columbia Pictures Industries (met TriStar Pictures) werd verkocht aan Sony Corporation en sindsdien is Columbia Pictures een onderdeel van Sony Pictures Entertainment, via de Columbia TriStar Motion Picture Group.

## Bekende films

### 1930-39
- Platinum Blonde (1931)
- Twentieth Century (1934)
- It Happened One Night (1934)
- The Awful Truth (1937)
- Lost Horizon (1937)
- Mr. Smith Goes to Washington (1939)

### 1940-49
- You Were Never Lovelier (1941)
- You'll Never Get Rich (1942)
- My Sister Eileen (1942)
- Cover Girl (1944)
- Gilda (1946)
- The Jolson Story (1946)
- All the King's Men (1949)

### 1950-59
- Born Yesterday (1950)
- From Here to Eternity (1953)
- The 5,000 Fingers of Dr. T. (1953)
- The Caine Mutiny (1954)
- On the Waterfront (1954)
- Picnic (1955)
- My Sister Eileen (1955)
- The Bridge on the River Kwai (1957)
- Pal Joey (1957)
- Bell, Book, and Candle (1958)
- Gidget (1959)

### 1960-69
- The Guns of Navarone (1961)
- Lawrence of Arabia (1962)
- Bye Bye Birdie (1963)
- Jason and the Argonauts (1963)
- Dr. Strangelove or: How I Learned to Stop Worrying and Love the Bomb (1964)
- The Collector (1965)
- Lord Jim (1965)
- Born Free (1966)
- Georgy Girl (1966)
- Casino Royale (1967)
- In Cold Blood (1967)
- To Sir, with Love (1967)
- Guess Who's Coming to Dinner (1967)
- Oliver! (1968)
- Funny Girl (1968)
- Bob & Carol & Ted & Alice (1969)
- Cactus Flower (1969)
- Easy Rider (1969)

### 1970-79
- I Never Sang for My Father (1970)
- Nicholas and Alexandra (1971)
- Brian's Song (1971) (als Screen Gems)
- The Last Picture Show (1971)
- 1776 (1972)
- Butterflies Are Free (1972)
- Godspell (1973)
- Lost Horizon (1973)
- The Way We Were (1973)
- Jesus Christ Superstar (1973)
- Funny Lady (1975)
- Shampoo (1975)
- Murder by Death (1976)
- Taxi Driver (1976)
- Close Encounters of the Third Kind (1977)
- The Buddy Holly Story (1978)
- The Cheap Detective (1978)
- Thank God It's Friday (1978)
- Kramer vs. Kramer (1979)
- All That Jazz (1979) (coproductie met 20th Century Fox)

### 1980-89
- The Blue Lagoon (1980)
- Stir Crazy (1980)
- Stripes (1981)
- Absence of Malice (1981)
- Annie (1982, plus made-for-TV sequel in 1999)
- Tootsie (1982)
- Gandhi (1982)
- The Big Chill (1983)
- Blue Thunder (1983)
- Christine (1983)
- The Dresser (1983)
- Ghostbusters (1984)
- The Karate Kid (1984) (plus deel twee en drie uit 1986 en 1989)
- Moscow on the Hudson (1984)
- Starman (1984)
- Agnes of God (1985)
- A Chorus Line (1985)
- Fright Night (1985)
- St. Elmo's Fire (1985)
- Stand by Me (1986)
- Ishtar (1987)
- Leonard Part 6 (1987)
- Roxanne (1987)
- The Last Emperor (1987)
- The Big Blue (Le Grand Bleu) (1988)
- My Stepmother Is an Alien (1988)
- The New Adventures of Pippi Longstocking (1988)
- Ghostbusters II (1989)

### 1990-99
- Awakenings (1990)
- The Prince of Tides (1991)
- Boyz n the Hood (1991)
- My Girl (1991)
- City Slickers (1991)
- Bram Stoker's Dracula (1992)
- A League of Their Own (1992)
- A Few Good Men (1992)
- Groundhog Day (1993)
- Last Action Hero (1993)
- The Age of Innocence (1993)
- Little Women (1994)
- My Girl II (1994)
- First Knight (1995)
- The Indian in the Cupboard (1995) (coproductie met Paramount Pictures)
- The Cable Guy (1996)
- The People vs. Larry Flynt (1996)
- Air Force One (1997)
- Men in Black (1997)
- I Know What You Did Last Summer (1997)
- Booty Call (1997)
- Big Daddy (1999)
- Stuart Little (1999)

### 2000-2010
- Almost Famous (2000)
- What Planet Are You From? (2000)
- Charlie's Angels (2000)
- Hollow Man (2000)
- The Patriot (2000)
- America's Sweethearts (2001)
- Black Hawk Down (2001)
- Men in Black II (2002)
- Mr. Deeds (2002)
- Panic Room (2002)
- Spider-Man (2002)
- XXX (2002)
- Daddy Day Care (2003)
- Gigli (2003)
- S.W.A.T. (2003)
- Something's Gotta Give (2003) (coproductie met Warner Bros.).
- Terminator 3 (2003)
- 50 First Dates (2004)
- The Grudge (2004)
- Spider-Man 2 (2004)
- 13 Going on 30 (2004)
- White Chicks (2004)
- Guess Who (2005)
- Are We There Yet? (2005)
- Lords of Dogtown (2005) (coproductie met TriStar Pictures).
- Hitch (2005)
- Bewitched (2005)
- Casino Royale (2006)
- Click (2006)
- Little Man (2006)
- Open Season (2006)
- Rocky Balboa (2006)
- The Grudge 2 (2006)
- Spider-Man 3 (2007)
- The Messengers (2007)
- 2012 (2009)

### 2011-2020
- De Smurfen (2011)
- Bad Teacher (2011)
- The Ides of March (2011)
- The Adventures of Tintin: The Secret of the Unicorn (2011)
- The Amazing Spider-Man (film uit 2012)
- Skyfall (2012)
- Fury (2014)
- Sausage Party (2016)
- Jumanji: Welcome to the jungle (2017)
- Jumanji: The next level (2019)

### 2021-heden
- Lyle Lyle Crocodile (2021)
- Madame Web (2024)